# Elliott P. Joslin

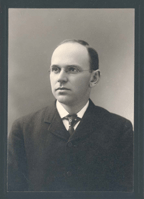
Elliot P. Joslin (1899)

Elliott Proctor Joslin (* 6. Juni 1869 in Oxford, Massachusetts; † 28. Januar 1962 in Brookline, Massachusetts) war der erste Diabetologe der USA und Gründer des heutigen Joslin Diabetes Centers. Er war einer der ersten, der den Zusammenhang zwischen regelmäßiger Blutzuckerkontrolle und einer geringeren Komplikationshäufigkeit bei Diabetes herausfand.

## Leben
Elliot P. Joslin wurde im Jahr 1869 in Oxford, Massachusetts geboren. Seine Ausbildung absolvierte er an der Leicester Academy, am Yale College und der Harvard Medical School.
Joslin wandte sich das erste Mal dem Diabetes zu, als seine Tante während seiner Zeit in Yale mit dieser Krankheit diagnostiziert wurde. Diabetes war zu diesem Zeitpunkt noch eine weitgehend unerforschte Krankheit, für die es keine Heilungsmöglichkeiten gab und nur eine geringe Überlebenschance. Aus diesem Grund spezialisierte sich Joslin auf der Harvard Medical School auf Diabetes und gewann für seine Arbeit, die später mit dem Titel The Pathology of Diabetes Mellitus veröffentlicht wurde, den Boylston Society Price.
Seine postgraduierte Ausbildung setzte er am Massachusetts General Hospital fort, an dem er unter anderem mit führenden Stoffwechselspezialisten aus Deutschland und Österreich zusammenarbeitete. Im Jahr 1898 eröffnete er seine eigene Praxis im Back Bay-Viertel von Boston. 1912 wurde er in die American Academy of Arts and Sciences und 1925 in die American Philosophical Society gewählt. 1932 erhielt er die Kober Medal.

## Leistungen
Im Jahre 1908 führte Joslin zusammen mit dem Physiologen Francis G. Benedict eine intensive Stoffwechsel-Studie an Patienten durch, die alle zu einem verschieden starken Grad an Diabetes erkrankt waren. Sie untersuchten dabei, wie sich Perioden des Fastens und des Essens auf die Patienten auswirkten. Die Ergebnisse der Studie halfen später dem Diabetologen Frederick Madison Allen bei der Auswertung seiner Studie zu den Auswirkungen einer kohlenhydratarmen und kalorienreduzierten Diät. Die Patienten wurden in das New England Deaconess Hospital überwiesen, an dem dann ein Programm gestartet wurde, das Krankenschwestern dabei helfen sollte, die Patienten bei der Befolgung ihrer strengen Diät zu unterstützen.
Joslin verwendete die Ergebnisse von eintausend seiner eigenen Fälle in seiner 1916 erschienene Monographie The Treatment of Diabetes Mellitus, in der er eine um zwanzig Prozent geringere Sterblichkeit bei Patienten beobachtete, die sich an einen strengen Mahlzeiten- und Sportplan hielten. Noch zu Joslins Lebzeiten gab es über zehn Auflagen dieses Buches, welches letztendlich dazu beitrug, seinen Ruf als weltweit führenden Diabetologen zu festigen.
Zwei Jahre später schrieb Dr. Joslin das Buch Diabetic Manual – for the Doctor and Patient, in dem er detailliert beschrieb, welche Maßnahmen die Betroffenen selber treffen können, um ihre Krankheit besser im Griff zu haben. Es war das erste Handbuch für Diabetiker und wurde zum Bestseller. Bis heute erschienen vierzehn Auflagen dieses Vorreiter-Werkes, das momentan im Joslin Diabetes Center unter dem Titel The Joslin Guide to Diabetes erscheint.
Als im Jahre 1922 die Insulintherapie für jedermann verfügbar wurde, bildete Joslins Krankenschwesterteam den Vorreiter für die heutigen zertifizierten Diabetes-Berater, die den Patienten Tipps zu Ernährung, Sport, Fußpflege und Insulindosierung gaben. Des Weiteren baute er Ferienlager für Kinder mit Diabetes in ganz Neuengland (USA) auf.
Joslin bediente sich immer multidisziplinärer Ansätze. So arbeitete er im Fortbildungsbereich mit Krankenschwestern und bei der Behandlung von erkrankten Gliedmaßen mit Chirurgen und Podologen. Pathologen befragte er bei der Beschreibung von Komplikationen und Geburtshelfer bei der Einschätzung von Risiken für das Neugeborene bei Schwangerschaftsdiabetes. Die ersten Blutzuckermessgeräte in Krankenhäusern für Tests vor den Mahlzeiten wurden unter seiner Aufsicht im Jahr 1940 entwickelt. Sie waren die Vorläufer der modernen Patientenmessgeräte.
Joslin war auch der Erste der Diabetes als ernst zu nehmende Volkskrankheit einstufte. Kurz nach Ende des Zweiten Weltkrieges äußerte er gegenüber dem Surgeon General des United States Public Health Service Bedenken, dass Diabetes bereits epidemieartig verbreitet ist, und forderte die Regierung dazu auf in seiner Heimatstadt Oxford, Massachusetts eine Studie durchzuführen. Diese begann schließlich im Jahr 1946 und wurde über einen Zeitraum von zwanzig Jahren durchgeführt. Die Ergebnisse bestätigten später Joslins Befürchtungen, dass die Anzahl der Diabeteserkrankungen die Ausmaße einer Epidemie annimmt. Zusammen mit Frederick Madison Allen wird er heute als einer der führenden Diabetologen des Zeitraumes von 1910 und 1920 angesehen.
Im Jahr 1952 wurde Joslins Gemeinschaftspraxis dann offiziell als Joslin Clinic bekannt und im Jahr 1956 zog das Hauptbüro in seinen jetzigen Standort dem One Joslin Place in Boston. Die Joslin Clinic war die erste Spezialeinrichtung für Diabetes und ist auch heute noch die größte Diabetesklinik der Welt.
Für Joslin stand eindeutig fest, dass sich Komplikationen, die durch Diabetes ausgelöst werden, durch eine kohlenhydratarme Diät, Sport und regelmäßige Insulinregulierung vermeiden lassen. Die American Diabetes Association ist seit der Entstehung dieser These über ihre Richtigkeit gespalten und auch Endokrinologen und andere Wissenschaftler streiten sich schon seit Jahrzehnten darüber. Erst dreißig Jahre nach seinem Tod, im Jahr 1993, konnte Joslins These durch eine zehn Jahre andauernde Studie mit dem Titel The Diabetes Control and Complications Trial Report (DCCT) bestätigt werden. Sie erschien im hoch angesehenen New England Journal of Medicine und bewies, dass durch Diabetes hervorgerufene Komplikationen durch eine strikte Blutzuckerkontrolle vermieden werden können – eine Theorie die Joslin schon Jahrzehnte zuvor verteidigt hatte.
Joslin starb am 29. Januar 1962 im Schlaf in Brookline, Massachusetts.